# 1232

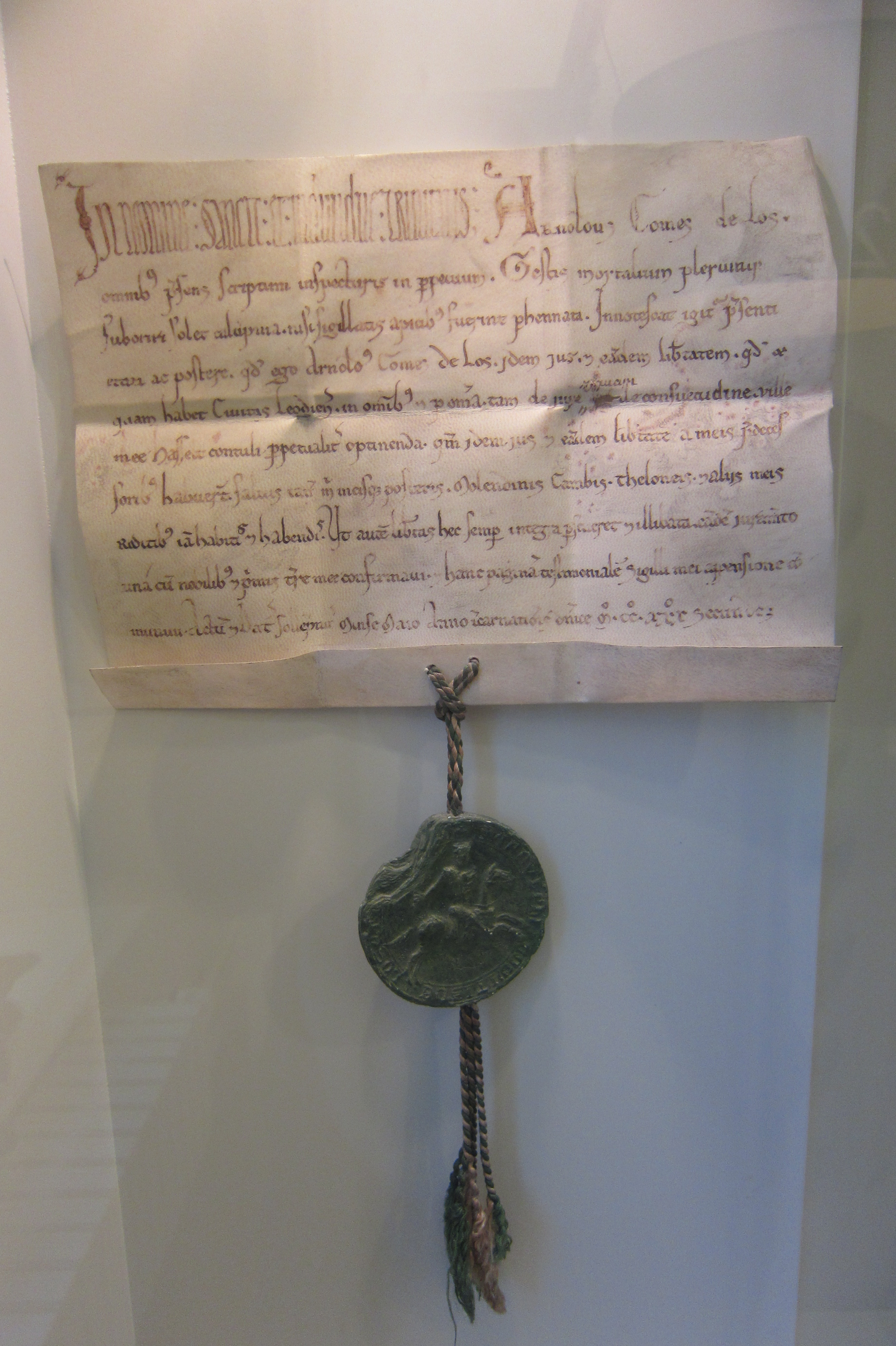
kopie van het charter van Hasselt

Het jaar 1232 is het 32e jaar in de 13e eeuw volgens de christelijke jaartelling.

## Gebeurtenissen
februari
- 8 - In de bul Ille humani generis wordt de inquisitie in handen van de orde der Dominicanen gelegd.

mei
- 30 - Antonius van Padua wordt heilig verklaard
- mei - Keizer Frederik II bevestigt het Statutum in favorem principum, waarin hij diverse koninklijke rechten opgeeft ten faveure van de rijksvorsten.

juni
- 15 - Slag bij Agridi: Hendrik I van Cyprus verslaat troepen trouw aan keizer Frederik II. Het beleg van Kasteel Sint Hilarion wordt opgeheven.

zonder datum
- Mohammed I ibn Nasr wordt in Asrona tot sultan gekroond.
- De graaf van Holland verkoopt Waalwijk aan de hertog van Brabant.
- De Narracio, een verslag van de Slag bij Ane (1227) met zijn voorspel en gevolgen, wordt geschreven.
- Pogrom in Marrakesh
- huwelijk: Theobald IV van Champagne met Margaretha van Bourbon-Dampierre
- stadsrechten: Eindhoven, Grave, Hasselt, Helmond (vermoedelijke datum), Sint-Oedenrode
- oudst bekende vermelding: Brijdorpe, Udenhout, Waldeck, Wouw

## Opvolging
- Almohaden - Abul Ula Idris al-Mamun opgevolgd door zijn zoon Abd al-Wahid ar-Rashid
- Bosnië (ban) - Stefanus opgevolgd door Mattheus Ninoslav
- huis Habsburg - Rudolf II opgevolgd door zijn zoons Albrecht IV en Rudolf III
- Japan - Go-Horikawa opgevolgd door Shijo
- Malta - Enrico Pescatore opgevolgd door zijn zoon Nicolò
- Polen (groothertog) - Koenraad van Mazovië opgevolgd door Hendrik I
- Sleeswijk - Abel in opvolging van Erik
- Tempeliers (grootmeester) - Peter de Montaigue opgevolgd door Armand de Périgord

## Geboren
- Manfred, koning van Sicilië (1258-1266)
- Ottokar II, koning van Bohemen (1253-1278) (jaartal bij benadering)
- Ramon Llull, Aragonees filosoof, theoloog en schrijver (jaartal bij benadering)

- Ottokar II van Bohemen (overleden 1278)

## Overleden
- 10 april - Rudolf II van Habsburg, Duits edelman
- 24 november - Balsamus van Cava, Italiaans abt
- Abul Ula Idris al-Mamun, kalief van de Almohaden (1227-1232)
- Enrico Pescatore, graaf van Malta
- Peter de Montaigu, grootmeester der Tempeliers
- Tolui, grootkan der Mongolen (1227-1229)